# Bisdom Terrassa
Het bisdom Terrassa (Latijn: Dioecesis Terrassensis) is een rooms-katholiek bisdom met als zetel Terrassa, gedeeld hoofdstad van de provincie Vallès Occidental, in Spanje. Het bisdom is suffragaan aan het aartsbisdom Barcelona.

## Geschiedenis
Het bisdom werd opgericht op 15 juni 2004, uit delen van het aartsbisdom Barcelona. 

## Parochies
Het bisdom had in 2020 een oppervlakte van 1.197 km2 en telde 1.302.272 inwoners waarvan 96,1% rooms-katholiek was.

## Bisschoppen
- Josep Ángel Saiz Meneses (15 juni 2004 - 17 april 2021)
- Salvador Cristau Coll (3 december 2021 - heden; hulpbisschop sinds 18 mei 2010)

Barcelona (aartsbisdom) · Sant Feliu de Llobregat · Terrassa